# Навахо (народ)
Нава́хо (исп. Navajo; самоназвание — diné («люди») (произношениео файле)) — индейский народ, проживающий, главным образом, на юго-западе США (Нью-Мексико, Аризона, Юта), самое многочисленное племя (ок. 400 тысяч человек) в США с крупнейшей резервацией (Навахо-Нейшен) в стране (на 2024 год). Родные края навахо именуют Dinétah (Земля людей).

## Этноним
Название «навахо», применённое по отношению к народу, было заимствовано в конце XVIII века из испанского языка и впервые применено ещё в начале XVII века (исп. Apaches de Navajó). Испанцы, в свою очередь, заимствовали этот термин из кайова-таноанского языка тева, где navahū означает «возделанные поля в широкой долине». Сами навахо называют себя Diné («люди»).
Зуни именовали навахо apachu («враг»). Это название впоследстии закрепилось за народом апачи. Таким образом, первоначальное название народа навахо, позаимствованное испанцами у местных индейцев, по существу означало «враги, занимающиеся земледелием» (исп. Apaches de Navajó), в отличие от других племенных групп апачей, ещё не перешедших на оседлый образ жизни.

## Язык
Родным языком народа является навахо (Diné Bizaad) из атабаскской семьи языков, родственный апачским языкам. Навахо — тональный язык, то есть высота может влиять на смысл слова. Язык используется носителями (60 %) наряду с английским языком; некоторые говорят также по-испански.
В годы Второй мировой войны 400 кодировщиков племени навахо, используя родной язык, работали в американской армии радистами-шифровальщиками в тихоокеанском регионе. Японцам не удалось расшифровать их послания. В 2002 году Джоном Ву был снят художественный фильм «Говорящие с ветром», посвящённый этой части истории США.

## История
Отдельные племенные группы атабасков начали мигрировать на юг из районов северо-западной Канады и восточной Аляски в XI—XII веках, предки современных навахо вместе с другими группами родственных апачей — в XIV веке. Более двухсот лет понадобилось им для переселения по Великим равнинам на юго-запад США. Здесь основными занятиями навахо стало земледелие и — по мере проникновения испанской колонизации на север — скотоводство; были позаимствованы такие ремёсла, как ткачество, гончарство и др. Северное происхождение навахо подтверждается не только языковой близостью с атабасками Канады, но и наличием жилища-хогана, а также рядом других особенностей материальной и духовной культуры.
Упоминаются в письменных источниках с 1629 года испанскими хронистами. Место расселения навахо на тот момент локализуется историческим регионом Чама (Chama, New Mexico), расположенным в центральной части границы между современными штатами Нью-Мексико и Колорадо.
В конце XVII — начале XVIII веков на земли, ранее занятые навахо, с территорий, полностью подконтрольных испанской администрации, переселяются представители племён пуэбло. Это приводит к тому, что навахо заимствуют от автохтонного населения ряд традиций пуэбло, в частности, начинают сооружать крепости-пуэблито, напоминающие крепости древних пуэбло. Пуэблито служат для защиты как от испанцев, так и от набегов ютов и команчей.
До XIX века продолжался постепенный распад первобытно-общинного строя; при этом навахо фактически сохраняли независимость от испанских колонизаторов и (позднее) мексиканских властей. Утрата независимости произошла после захвата США в 1848 году юго-западной части Северной Америки; в 1860-х годах навахо поселены в резервациях (на территории штатов Аризона, Нью-Мексико и Юта.
В наше время основным занятием навахо является скотоводство; распространены ремёсла. Навахо принимают активное участие в движении за улучшение жизни индейцев. Большинство верующих — христиане, есть последователи синкретических культов.
Исторические земли навахо известны под названием Dinétah («Земля людей»). В настоящее время большинство индейцев навахо (около 60 % от общего количества) проживают на территории полуавтономной резервации Навахо-Нейшен. Её территория полностью окружает земли малочисленного народа хопи. Поскольку хопи поддерживают активное взаимодействие с внешним миром, это становится причиной частых конфликтов между ними и навахо за земли и связанные с ними права. Несмотря на неоднократные попытки, Конгресс США пока что так и не смог разрешить конфликт между навахо и хопи.

## Хозяйство и культура
Традиционная культура характерна для индейцев юго-запада США. Традиционные жилища навахо (хоганы) представляют собой сооружения из брёвен, обмазанные глиной. Различаются женские и мужские жилища. Оба сделаны из древесины и покрыты илом, закрепляются жердями на земле. Вход в жилище всегда направлен на восток, так, чтобы по утрам Солнце светило в дверной проём.

Традиционные верования навахо заключаются в идеях баланса между людской жизнью и природой. Идеи гармонии в жизни человека называются Hózhóójí. Согласно верованиям народов дене, существуют земные и святые люди. Кроме того, навахо верят, что перед попаданием на Землю они прошли три других мира, Земля же считается «четвёртым».
- Хоганы в Долине монументов
- Мужчина в церемониальном убранстве, 1904 г.
- Одеяло навахо, ок. 1920-30 гг. Музей американских индейцев и западного искусства Эйтельйорга
- Танец с луком и стрелами, 2013 г.
- Керамика навахо